# Quận Loudon, Tennessee
Quận Loudon là một quận thuộc tiểu bang Tennessee, Hoa Kỳ.
Quận này được đặt tên theo. Theo điều tra dân số của Cục điều tra dân số Hoa Kỳ năm 2000, quận có dân số 30.086 người. Quận lỵ đóng ở Loudon6. Quận thuộc vùng đô thị Knoxville.

## Địa lý
Theo Cục điều tra dân số Hoa Kỳ, quận có diện tích km2, trong đó có km2 là diện tích mặt nước.

### Quận giáp ranh
- Quận Knox (đông bắc)
- Quận Blount (đông)
- Quận Monroe (nam)
- Quận McMinn (tây nam)
- Quận Roane (tây bắc)